# Taśma izolacyjna

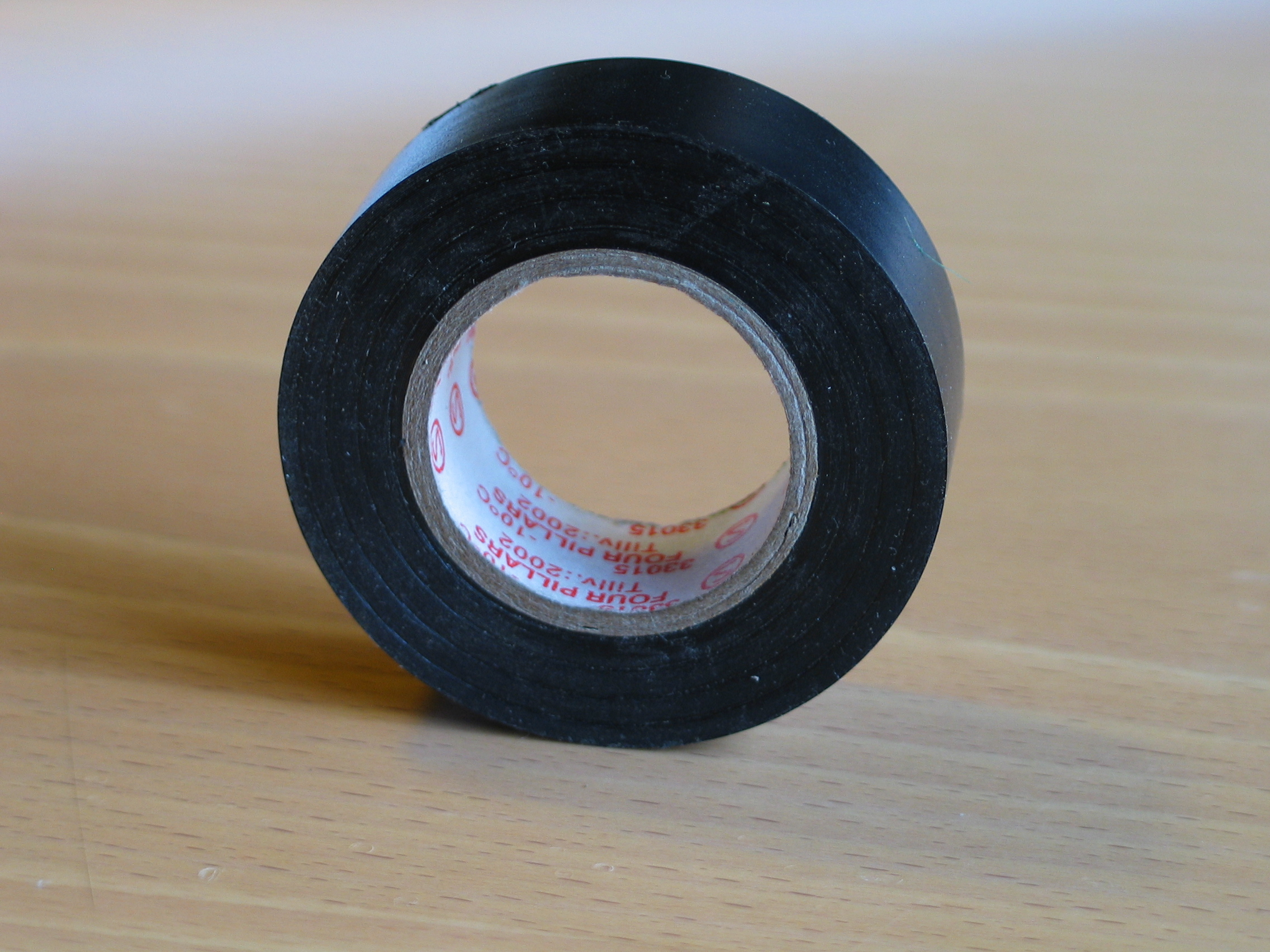
Taśma izolacyjna w typowym kolorze czarnym

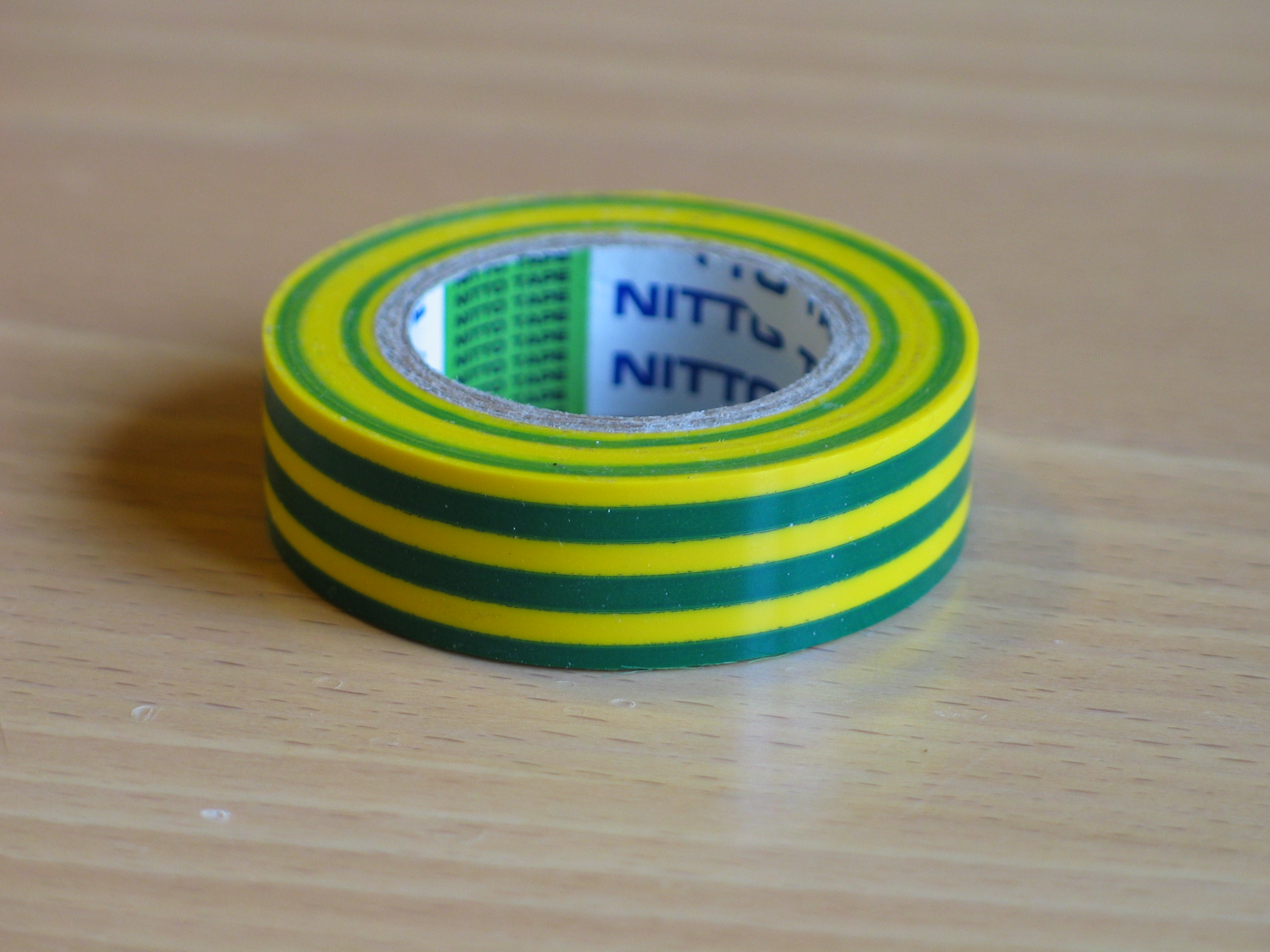
Taśma izolacyjna z zastosowanym kodem kolorów, kolor przyjęty przewodu ochronnego (PE)

Taśma izolacyjna (elektroizolacyjna) – rodzaj taśmy klejącej służącej do izolowania przewodów elektrycznych i innych obiektów przewodzących prąd elektryczny. Wykonana zwykle z PCW, dzięki czemu jest elastyczna i posiada dobre własności izolacyjne.

## Kod kolorów
Dla taśm izolacyjnych stosowane są podobne zasady kodowania jak dla przewodów zgodnie z obowiązująca normą. Od 2004 obowiązująca jest dla przewodów norma PN-EN 60446:2004 Zasady podstawowe i bezpieczeństwa przy współdziałaniu człowieka z maszyną, oznaczanie i identyfikacja - Oznaczenia identyfikacyjne przewodów barwami albo cyframi.

## Zastosowanie
Taśma izolacyjna zwykle stosowana jest do:
- izolowania elektrycznego
- owijania i wiązania przewodów i kabli
- oznaczania przewodów kolorami (tzw. kodowanie)
- mocowania i wzmacniania przewodów i połączeń
- maskowanie i zabezpieczanie przewodów i połączeń
- sklejania, łączenia, naprawiania i owijania przewodów
- wodoodpornego uszczelniania połączeń
- w ciepłownictwie, wentylacji i klimatyzacji.